# Jan Beránek (Philosoph)
Jan Beránek (* 30. November 1926 in Jeřišno) ist ein tschechischer Philosoph.

## Leben
Nach der Schule verließ er sein Heimatdorf und begann in Prag die Lehre als Mechaniker, studierte daneben an der technischen Fachschule, an der er 1947 das Abitur ablegte. 1948 bis 1952 belegte er einen Studienplatz im Fach Humanismus. 1959 begann seine Lehrtätigkeit der Philosophie am medizinischen Lehrstuhl. 1962 habilitierte Beránek und wurde von 1965 bis 1969 zum Leiter des Lehrstuhls berufen. Nach der Auflösung des Lehrstuhls als Folge des Scheiterns des Prager Frühlings wurde er im neu eingerichteten Institut des Marxismus-Leninismus an der Karls-Universität in Prag in der Funktion eines Dozenten und Leiters der Abteilung Philosophie übernommen. Auch hier lehrte er schwerpunktmäßig im medizinischen Bereich und beteiligte sich an der Organisation wissenschaftlicher Forschungsarbeiten. 1980 wurde Beránek zum Professor ernannt. 1988 wurde das Arbeitsverhältnis wegen nicht eingehaltener Linientreue aufgelöst. Kurz danach hielt er noch Vorlesungen an der Karls-Universität.

## Lehre
Während seiner Tätigkeit als Leiter der philosophischen Fakultät war er bestrebt, die Lehre von der politischen Propaganda zu befreien und sie auf die realphilosophische Schiene auszurichten, die sich mit sozialen Problemen beschäftigt. Er führte an der medizinischen Fakultät spezielle philosophisch und soziologisch ausgerichtete Kurse ein, sie sich speziell mit Problemen des Gesundheitswesens beschäftigten und erstellte hierzu entsprechendes Lehrmaterial.
In seiner Forschungstätigkeit widmete er sich vornehmlich der philosophischen und soziologischen Problematik der Naturwissenschaften und der Medizin.

## Werke
In seinen Werken beschäftigt er sich mit Fragen der menschlichen Psyche und deren biologische Vorstufen, den Informationsträgern und Regulatoren lebendiger Organismen, der Theorie der Entwicklung und methodologische Funktion philosophischer Prinzipien und Kategorien, zeitgenössische Auffassung des Humanismus und Determinismus.

### In deutscher Sprache publiziert
- Die Lehre Freuds und der Neofreudismus. Berlin 1985, 1987.

### Fachliteratur
- Teorie psychiky a vědomí. 1980.
- Marxismus a psychoanalýza. 1980.
- Hmota a vědomí: marxistická teorie odrazu. 1982.
- Marxistická filozofie a soudobé lékařské myšlení. 1983.

### Sammelwerke
- Jedinec a společnost v obraze psychoanalytických koncepcí, Dialektika vztahů člověka a společnosti. 1977.

### Zeitschriftenbeiträge
- Filosofické problémy lékařské vědy. FILOSOFICKÝ ČASOPIS 1960.
- Proti mechanistickému výkladu myšlení. FILOSOFICKÝ ČASOPIS 1961.
- K otázkám metodiky výkladu marxisticko-leninské filosofie. FILOSOFICKÝ ČASOPIS 1974.
- Proti diletantismu ve vědě a filosofii. FILOSOFICKÝ ČASOPIS 1975.